# Kaplica Łask
Kaplica Łask jest kaplicą znajdującą się w Limanowej w województwie małopolskim.
W XVI wieku przywieziono do wsi Mordarka Cudowną Figurę Matki Bożej Bolesnej i umieszczono ją na lipie, która nadal rośnie, a następnie przeniesiono ją do wybudowanej dla niej drewnianej kapliczki. 18 sierpnia 1668 roku biskup Mikołaj Oborski konsekrował kaplicę. 
W XVIII wieku powstał spór między Kościołem a właścicielem kaplicy, który zakończył się przeniesieniem Figury Matki Bożej Bolesnej w 1753 roku do kościoła w Limanowej. 
Kaplicę wymurowano z kamienia, znajduje się w granicach miasta. Wybudowana została na przełomie wieków XVIII i XIX, aby umieścić wewnątrz barokową kopię Piety Limanowskiej. Wewnątrz kaplicy na ścianach wymalowano w obrazach podania o służącej z dworu z rozbitym dzbanem i o powodzi, która uniosła trumnę ze zwłokami dziedziczki heretyczki, zaniedbującej kaplicę.

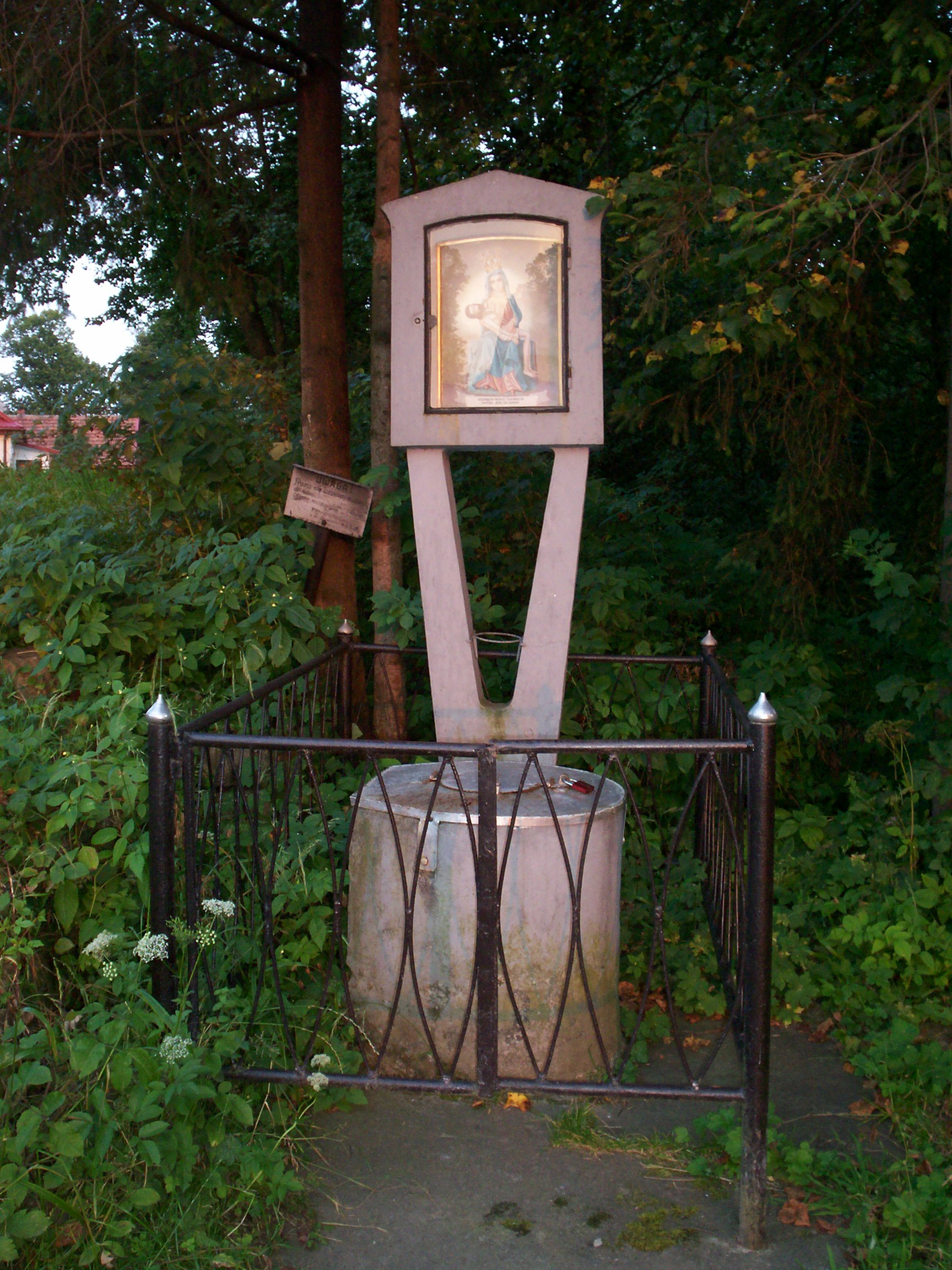
Źródełko

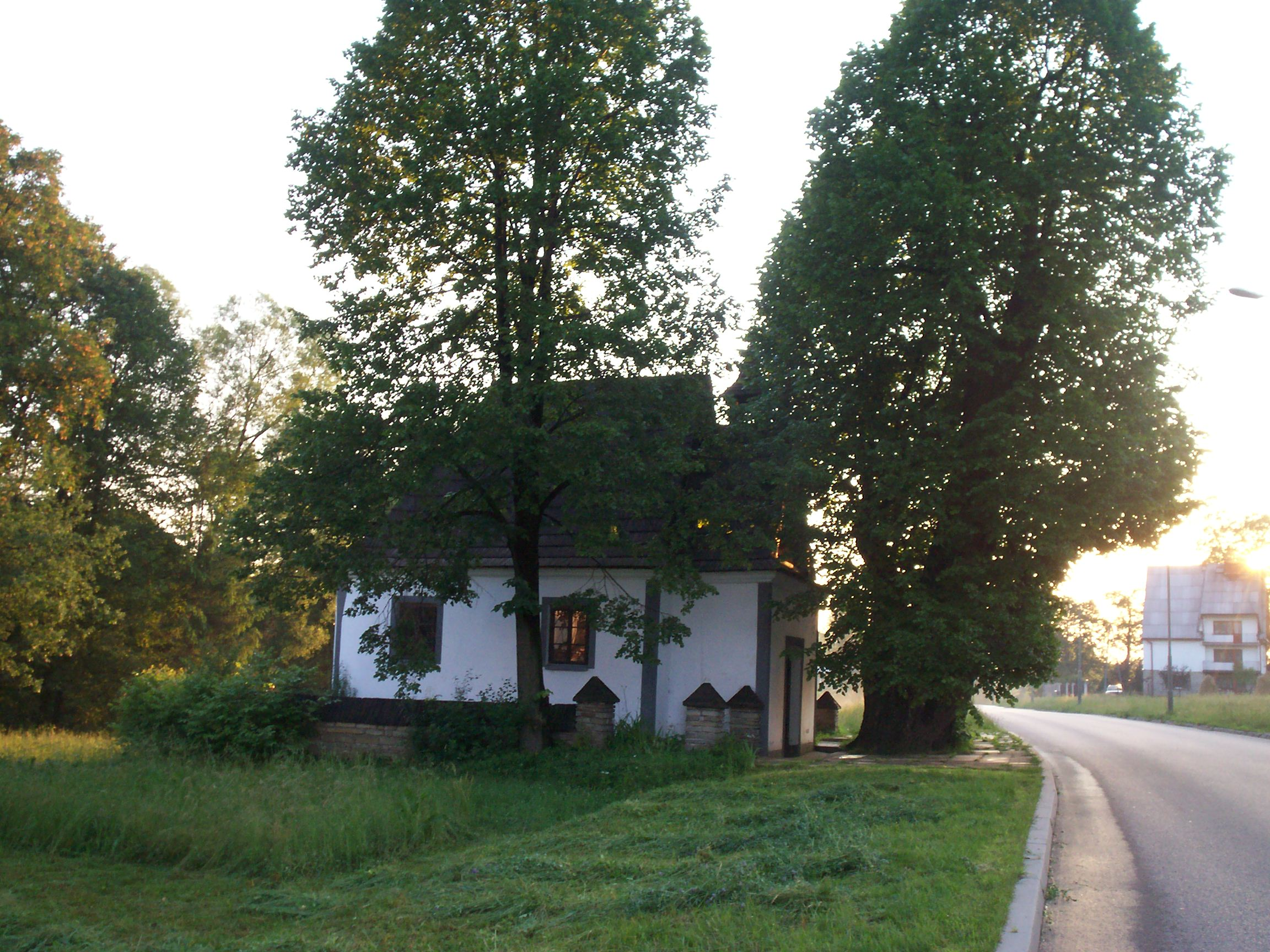
Kaplica Łask

Poniżej kaplicy wytrysnęło źródełko, do którego przybywają pielgrzymi z całej Polski. W archiwum limanowskiego Sanktuarium znajduje się Księga Łask z opisami cudów związanych z wodą z tego źródła. Najbardziej znane uzdrowienia mają związek z oczami.
Co roku w pierwszą niedzielę po 22 września udaje się procesja ulicą Matki Bożej Bolesnej z Bazyliki do Kaplicy Łask.